# Termignon
Termignon (auch Termignon-la-Vanoise, früher italienisch Termignone) ist eine Commune déléguée mit 374 Einwohnern (Stand 1. Januar 2022) in der Gemeinde Val-Cenis im Département Savoie in der Region Auvergne-Rhône-Alpes. Sie war Teil des Arrondissements Saint-Jean-de-Maurienne und des Kantons Modane.
Mit Wirkung vom 1. Januar 2017 wurden die ehemaligen Gemeinden Bramans, Lanslebourg-Mont-Cenis, Lanslevillard, Sollières-Sardières und Termignon zur Commune nouvelle Val-Cenis zusammengelegt.

## Geographie
Termignon liegt in den französischen Alpen, in der Nähe des Col du Mont Cenis, an der ehemaligen Fernstraße von Paris nach Mailand sowie an der Route des Grandes Alpes auf einer Höhe von ca. 1300 m an der Einmündung des Doron de Termignon in den Fluss Arc. Ein Teil des Gebietes liegt im Nationalpark Vanoise.

## Sehenswürdigkeiten
- In Termignon befindet sich ein Telegraphenmast der optischen Telegraphenlinie von Paris nach Mailand.
- Die Statue der „weinenden Frau von Termignon“ ist ein in seiner Art ungewöhnliches, vom einheimischen Künstler Jaggi-Couvert Luc realisiertes Mahnmal zur Erinnerung an die Opfer der Kriege. Sie zeigt eine in regionale Tracht gekleidete Frau, die um einen nahen Angehörigen weint.